# Бена (народ)
Бена — народ групи банту в Танзанії (басейн річки Руфуджі і Великого Руаха). Мова спілкування — бена-кінґа. Чисельність складає близько 2 мільйонів чоловік.

## Релігія
Бена сповідують традиційні вірування, католицизм і іслам.

## Житло
Традиційний будинок складається з прямокутного житла, з плоским дахом, каркасно-стовповими стінами, обмазаними глиною і внутрішнім двором. Селища бена знаходяться на пагорбах між долинами річок.

## Одяг
Одяг бена складається зі шматка тканини: у чоловіків — білого кольору, у жінок — яскравіших кольорів. Через жаркий клімат майже всі носять сандалі, а також європейський одяг.

## Основна їжа
Рослинні продукти займають домінуючу позицію в раціоні. Бена їдять: каші, юшки з зернових, овочів, банани сирі і печені, овочі і фрукти.

## Соціальні відносини
Форма організації сім'ї — патріархальна. Рахунок спорідненості патрилатеральний, шлюб патрилокальний. Племінні структури ґрунтуються на племінних генеалогічних зв'язках.